# 高宮沙千
高宮 沙千（たかみや さち、8月24日-）は、元宝塚歌劇団雪組トップ娘役。大阪府大阪市出身。城星学園出身。宝塚歌劇団時代の公称身長は160cm。愛称はピーコ。娘は宝塚OGの高宮千夏（柏原真智子）と高宮里菜、姉もOGの十和三千代と美保川千里。

## 来歴・人物
1963年、宝塚音楽学校入学。
1965年、同校を卒業し、51期生として宝塚歌劇団に入団。入団時の成績は54人中2位。初舞台公演の演目は花組公演『われら花を愛す/エスカイヤ・ガールス』。
1965年12月8日、雪組に配属。
1970年、摩耶明美と二人体制で雪組トップ娘役になる。
1974年、摩耶明美の退団により、単独体制で雪組トップ娘役になる。
1976年4月5日付で雪組トップ娘役を退任し、声楽専科に異動。
1979年3月31日付で宝塚歌劇団を退団。星組・東京宝塚劇場公演『セ・シャルマン!』が最終出演公演の演目である。

## 宝塚歌劇団時代の主な舞台
- 『シャンゴ』（1967年9月）
- 『回転木馬』- ネティ 役（1969年6月）
- 『ラブ・パレード』- 新人公演：フランチイ（本役：八汐路まり）（1969年10月）
- 『ハロー!タカラヅカ』- 歌う女 役（タカラヅカEXPO'70第二部）（1970年3月）
- 『フォリー・タカラジェンヌ』- 歌う女 役（1970年5月）
- 『雪女』- 歌手 役/『パレアナの微笑み』- パレー叔母 役（1970年10月）
- 『シンガーズ・シンガー』- 歌う女 役（1971年1月）
- 『ペーター一世の青春』- ソフィア 役/『ジョイ!』- 歌う淑女 役（1971年4月）
- 『ペーターの青春』- ソフィア 役/『ノバ・ボサ・ノバ』- エストレーラ 役（1971年8月、東京宝塚劇場）
- 『江戸ッ子三銃士』- お仲 役/『サンライズ・アゲイン』- 歌手 役（1971年9月）
- 『かぐら』- 歌手 役/『ザ・フラワー』- 歌手 役（1972年3月）
- 『星のふる街』- マードレー役/『ジューン・ブライド』- 歌う花嫁 役（1972年6月）
- 『落葉のしらべ』- おつぎ 役/『ノバ・ボサ・ノバ』- エストレーラ 役（1972年10月）
- 『シャイニング・ナウ!』（1972年12月）
- 『れんげ草』/『愛のラプソディ』- ピアノの歌手 役（1973年2月）
- 『花吹雪』/『愛のラプソディ』（1973年4月、東京宝塚劇場）
- 『竹』- 歌手 役/『カンテ・グランデ』- ファニータ 役（1973年6月）
- 『たけくらべ』- 大巻 役/『ラブ・ラバー』- ピーコリヤ 役（1973年11月）
- 『ロマン・ロマンチック』- 歌う女 役（1974年2月）
- 『若獅子よ立髪を振れ』- 中野竹子 役/『インスピレーション』（1974年6月）
- 『ファンキー・ジャンプ』（1974年11月）
- 『フィレンツェに燃える』- パメラ 役/『ザ・スター』（1975年2月）
- 『フィレンツェに燃える』- パメラ 役/『ボン・バランス』（1975年4月、東京宝塚劇場）
- 『ベルサイユのばら』- マリー・アントワネット 役（1975年9月）
- 『白鷺の詩』- 夕姫/百合姫 役/『ムッシュ・パピヨン』- アミンタ 役（1976年1月）
- 『星影の人』- 玉勇 役/『Non,Non,Non』- メランコリー 役（1976年6月）
- 『ル・ピエロ』- 金の歌手/妖花の歌手 役（1977年1月）
- 『ザ・レビュー』- すみれの歌手 役（1977年7月）
- 『誰がために鐘は鳴る』- ローサ 役（1978年5月）
- 『セ・シャルマン!』（1978年11月）